# Trichogramma perkinsi
Trichogramma perkinsi är en stekelart som beskrevs av Girault 1912. Trichogramma perkinsi ingår i släktet Trichogramma och familjen hårstrimsteklar. Inga underarter finns listade i Catalogue of Life.